# Krzysztof Gawryszczak
Krzysztof Gawryszczak ps. Ali (ur. 5 maja 1948 w Gdańsku, zm. 6 kwietnia 2012 w Gdyni) – polski działacz społeczny, obrońca praw ojca.

## Życiorys
Był wieloletnim prezesem „Ojcowie.pl” – Stowarzyszenia Na Rzecz Poszanowania Prawa Dzieci i Rodziny. Prowadził lobbing w Sejmie na rzecz zmiany prawa rodzinnego i opiekuńczego w Polsce. Organizował demonstrację przed Sejmem i budynkami sądów. Udzielał pomocy materialnej oraz mieszkaniowej ojcom znajdującym się w trudnej sytuacji życiowej.
O prawo do kontaktów z własnym dzieckiem i ich rozszerzenie starał się przez 12 lat. Sąd mimo pozytywnych opinii biegłych przyznał mu 48 godzin w roku widzeń z synem. Dopiero kiedy jego syn miał 8 lat, mógł spotkać się z nim osobiście bez obecności kuratora i matki dziecka.